# ام (هندوئیسم)

نماد اُم در دیواناگری.

اُم (ॐ) (در دیواناگری: ओं oṃ، औं auṃ، ओ३म् om)، یک مانترا و واژه عرفانی سانسکریت مربوط به دین هندوئیسم (و کشور هند) است که در آیین‌های درمه دیگری همچون بوداگرایی، ساناتانی و جینیسم نیز مقدس شناخته می‌شود. هجای آن را با نام اُمکارا (ओंकार oṃkāra) یا آومکارا (औंकार auṃkāra) نیز می‌شناسند که به معنی هجای اُم است و در سانسکریت آنرا پراناوا (praṇava) می‌خوانند که به صدای جهان معروف است.
اُم را به صورت ओ३म् با تلفظ ō̄m نیز می‌نویسند که در تلفظ، ३ را به اندازه سه هجا می‌کشند. اُم در ابتدای بیشتر متون مذهبی هندوئیسم وجود دارد و معمولاً خواندن وداها با اُم شروع شده و با آن نیز پایان می‌یابد و در ابتدای داعاها یا مانتراها نیز آن را به زبان می‌آورند.   
برخی معتقدند که ام برگرفته از صدای ناشی از انفجار مهیب در ابتدای خلقت هستی و سرآغاز زندگی دنیوی است، و به این ترتیب به خالق جهان نظام مند و قدرت لایتناهی اشاره میکند و به نوعی فراخواندن قدرت لایزال الهی حاکم بر این جهان است.  
از آنجا که خلقت صور از ادهیاتمابها (adhyatma-bhava) نشأت می‌گیرد، سرچشمهٔ سخن نیز از او است. تمام اصوات معنا دار و بی معنا از همان منبع تولید می‌شوند. بنابر بیان کتب مذهبی، کلمه خدا است.
(شابدا براهما Shabda Braahma).
سنت جان (Saint John) هم در انجیل می‌گوید: «در آغاز کلمه بود، کلمه با خدا بود، و کلمه خدا بود.»
وداها (Vedas) می‌گویند، آن کلمه در انجیل غیر از “ اُوم “ Om نبود Om اُوم از سه حرف A+U+M ترکیب می‌شود. اُوم صدایی است که مانند خداوند در همه عالم ساری است و به ظاهر در پس هر صورتی پنهان است. (A) اولین حرف الفبایی است، که اولین و مهمترین حرف مصوت است. این اهمیت از آنجا است که این صوت برای ادای هر صوتی ضروری است. 
کودک یا شخص گنگ یا حیوان با تولید ارتعاشات صوتی در گلو و حلق فقط توانایی تولید صوت (A) را دارد. با حرکات مختلف زبان صدای حروف دیگر به صدای (A) که عریان است، لباس صوتی می‌پوشانند. هیچ صوتی نیست که در پایانش بدون صوت (A) ادا شدنی باشد، یا این که به مصوت دیگری ختم شود. (A) اولین مصوت است، و مصوتهای e, i, o, u بعد از آن قرار دارند. و به این دلیل (U) دلالت بر تغییر صوت اول دارد. صدای خیشومی (M) به هر صورتی که باشد، کم یا بیش با توجه به تلفظ خیشومی شخص، یا از طریق دوباره به صدا درآمدن آن در فضای بیرون، همراه شخص است؛ لذا (Om) زمینه‌ساز همهٔ اصوات ادا شده و ادا نشده‌است.
به این دلیل این صدا را «شابها برهما»، لوگوس (Logos) می‌گویند، یعنی کلمه ای که خدا را مجسم می‌کند.

## نسخه‌های گوناگون نوشتاری

اُم در دیواناگری (هندی، نپالی)، گجراتی و ماراتی
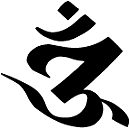
اُم در الفبای سیدام 𑖅𑖼
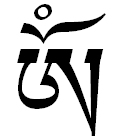
اُم در نوشتار تبتی
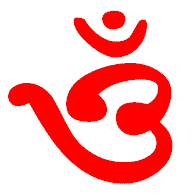
اُم در الفبای اُریا، آسامی و بنگالی
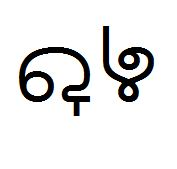
اُم در الفبای گرانتا
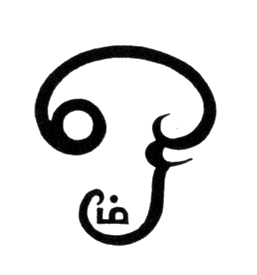
اُم در زبان تامیلی
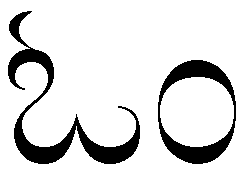
اُم در زبان‌های تلوگو و کانارا
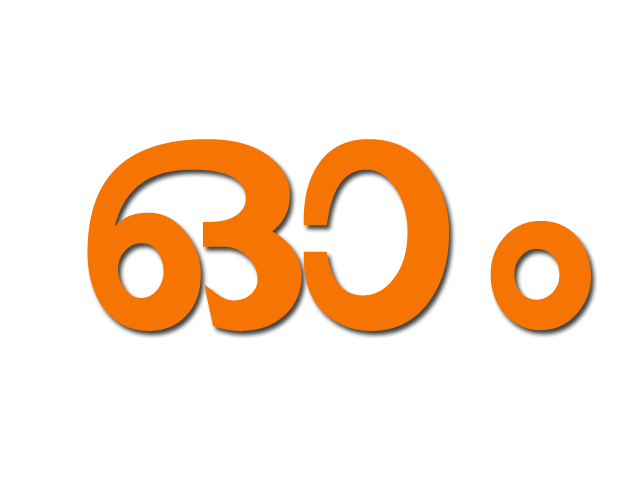
اُم در زبان مالایالم
اُم در صورت نوشتاری جین
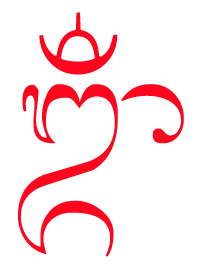
اُم در زبان بالینز
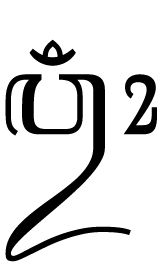
اُم در الفبای جاوه‌ای